# 대한민국 상법 제447조의2
대한민국 상법 제447조의2는 영업보고서의 작성에 대한 상법 회사법의 조문이다.

## 조문
제447조의2 (영업보고서의 작성) (1) 이사는 매결산기에 영업보고서를 작성하여 이사회의 승인을 얻어야 한다. (2) 영업보고서에는 대통령령이 정하는 바에 의하여 영업에 관한 중요한 사항을 기재하여야 한다.